# 1968 في فنلندا
فيما يلي قوائم الأحداث التي وقعت خلال عام 1968 في فنلندا.

## سياسة

### تعيين في المنصب
- 22 مارس – ماونو كويفيستو رئيس وزراء فنلندا.

### انتهاء فترة المنصب
- 22 مارس – رافاييل بآسيو رئيس وزراء فنلندا.

## مواليد

### يناير
- 1 يناير – ترو رينيه متسابقة دراجات نارية فنلندية.

### فبراير
- 5 فبراير – ماركوس غرونهولم سائق رالي فنلندي.

### أبريل
- 1 أبريل – ألكسندر ستوب سياسي فنلندي.

### سبتمبر
- 27 سبتمبر – ماري كيفينييمي سياسية فنلندية.
- 28 سبتمبر – ميكا هاكينن

## وفيات

### مايو
- 6 مايو – تويفو ميكايل كيفيماكي (مواليد 1886) سياسي فنلندي.